# Borís Sháposhnikov
Borís Mijáilovich Sháposhnikov (ruso: Бори́с Миха́йлович Ша́пошников;  Zlatoust, 2 de octubre de 1882 – Moscú, 26 de marzo de 1945) fue un comandante militar soviético, Mariscal de la Unión Soviética.

## Biografía
Sháposhnikov nació en Zlatoust, cerca de Cheliábinsk en los Urales. Era de origen cosaco. Se unió al ejército del Imperio ruso en 1901 y se graduó en la Academia General Imperial en 1910, alcanzando el rango de coronel en la División de Granaderos del Cáucaso en septiembre de 1917, durante la Primera Guerra Mundial. También en 1917, inusual para un oficial de su rango, apoyó la Revolución Rusa, y en mayo de 1918 se unió al Ejército Rojo.

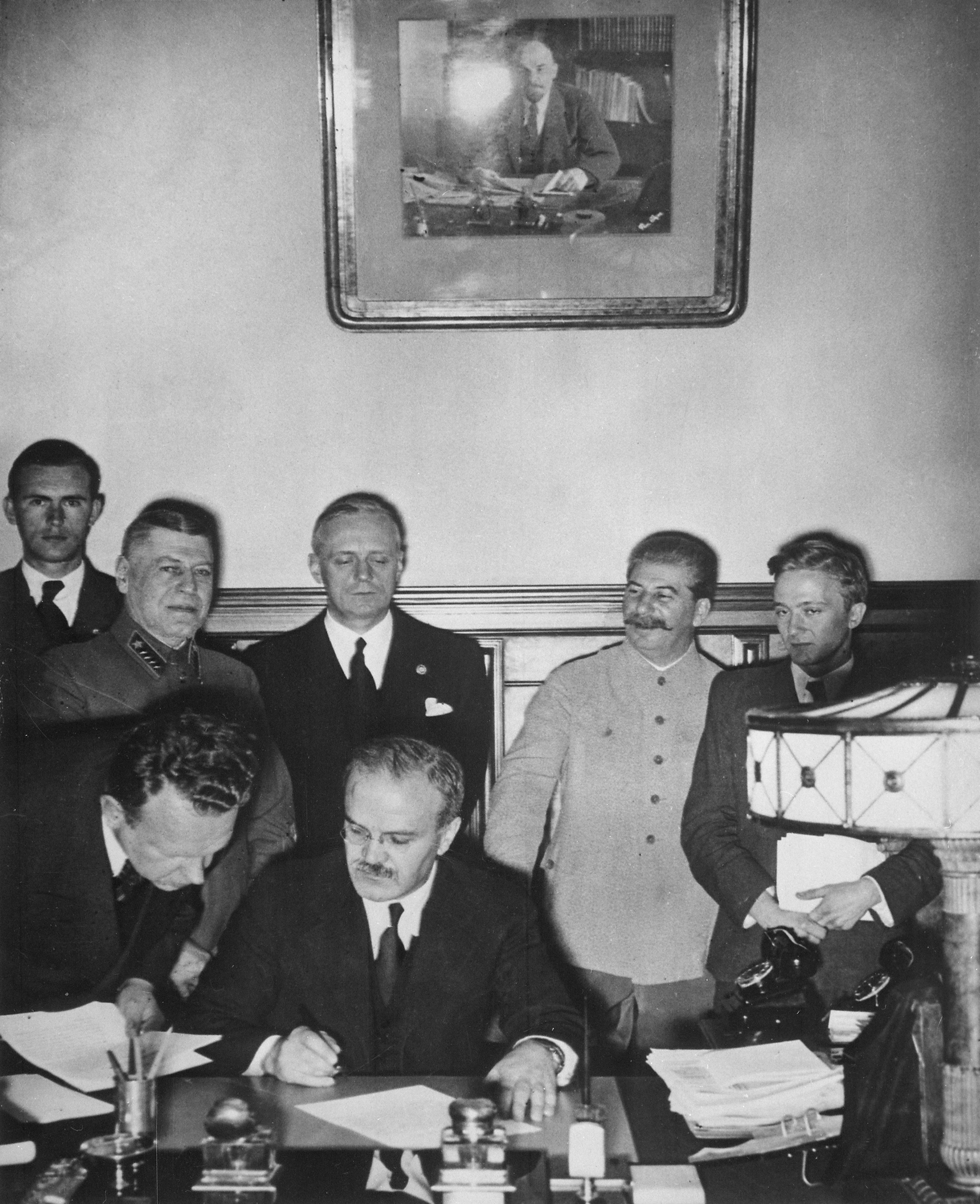
Sháposhnikov en la firma del Pacto Ribbentrop-Mólotov (segundo por la izda).

Fue uno de los pocos comandantes del Ejército Rojo con formación militar académica, y en 1921 se unió al Estado Mayor del Ejército como primer jefe de servicio delegado, donde sirvió hasta 1925, cuando fue nombrado comandante del Distrito Militar de Leningrado y después del Distrito Militar de Moscú en 1927. Desde 1928 hasta 1931 fue jefe de Estado Mayor del Ejército Rojo, reemplazando a Mijaíl Tujachevski, con quien tuvo una relación tensa. Posteriormente dirigió el Distrito Militar del Volga de 1931 a 1932, y en 1932 fue nombrado comandante de las Academias Militares Soviéticas del Ejército Rojo. Más adelante, en 1935, regresó al mando de la región de Leningrado. En 1937 fue nombrado Jefe de la Intendencia General, sucediendo a Aleksandr Yegórov, víctima del juicio secreto en el Caso de la Organización Militar Trotskista Antisoviética, durante la Gran Purga del Ejército Rojo desencadenada por Iósif Stalin. En mayo de 1940 fue nombrado Mariscal de la Unión Soviética.
A pesar de su experiencia como oficial zarista, Sháposhnikov se ganó el respeto y la confianza de Stalin. Irónicamente, a pesar de su condición de oficial profesional, no se unió al Partido Comunista hasta 1939; lo que pudo haberle ayudado a evitar las sospechas de Stalin. El precio que pagó por su supervivencia durante las purgas fue la colaboración en la destrucción de Tujachevski y muchos otros colegas. La admiración de Stalin quedó demostrada por el hecho de que siempre conservaba en su escritorio una copia de la obra más importante de Sháposhnikov, Mozg Ármii (Мозг армии, "El cerebro del Ejército") (1929). También es uno de los pocos hombres a quienes Stalin se dirigió por su nombre de pila y patrónimo. Mozg Ármii ha permanecido en el plan de estudios de la Academia del Estado Mayor General desde su publicación en 1929.
Afortunadamente para la Unión Soviética, Sháposhnikov tenía una buena mentalidad militar y altas habilidades administrativas. Combinó estos talentos con su posición en la confianza de Stalin para reconstruir el liderazgo del Ejército Rojo después de las purgas. Obtuvo la liberación del Gulag de 4.000 oficiales que se consideraron necesarios para esta operación. En 1939, Stalin aceptó el plan de Sháposhnikov para una rápida acumulación de la fuerza del Ejército Rojo. Aunque el plan no se completó antes de la invasión alemana de junio de 1941, estaba lo suficientemente avanzado como para salvar a la Unión Soviética del completo desastre.
Sháposhnikov planeó la invasión de Finlandia en 1940, pero fue mucho menos optimista sobre su duración que Stalin y el comandante de la campaña Kliment Voroshílov. La Guerra de Invierno no se convirtió en el éxito esperado por la parte soviética, y Sháposhnikov renunció como Jefe del Estado Mayor en agosto de 1940, debido a problemas de salud y a desacuerdos con Stalin sobre la dirección de esta campaña. En el momento de la invasión alemana, fue reintegrado como Jefe del Estado Mayor General para suceder a Gueorgui Zhúkov, y también se convirtió en Ministro de Defensa, puesto que ocupó hasta que su carrera fue interrumpida por problemas de salud en 1943. Renunció nuevamente como Jefe del Estado Mayor debido a su mala salud el 10 de mayo de 1942. Ocupó el cargo de comandante de la Academia Militar Voroshílov hasta su muerte en 1945. Sháposhnikov había preparado a su sucesor, Aleksandr Vasilevski, y siguió siendo un asesor influyente y respetado de Stalin hasta su muerte.

## Reconocimientos y honores
Imperio Ruso
- Orden de Santa Ana, 4.ª clase (26 de octubre de 1914), 3.ª clase con Sables y Arco (1915), 2.ª clase con Sables (1 de noviembre de 1916)
- Orden de San Vladimiro, 4.ª clase con Sables y Arco (2 de noviembre de 1914)
- Orden de San Estanislao, 3.ª clase con Sables y Arco (22 de julio de 1916)

 Unión Soviética
- Orden de Lenin, tres veces (31 de diciembre de 1939, 3 de octubre de 1942, 21 de febrero de 1945)
- Orden de la Bandera Roja, dos veces (14 de octubre de 1921, 3 de noviembre de 1944)
- Orden de Suvórov, 1.ª clase (22 de febrero de 1944)
- Orden de la Estrella Roja, dos veces (15 de enero de 1934, 22 de febrero de 1938)
- Medalla del 20.º Aniversario del Ejército Rojo de Obreros y Campesinos (22 de febrero de 1938)
- Medalla por la Defensa de Moscú (1 de mayo de 1944)

## Referencias

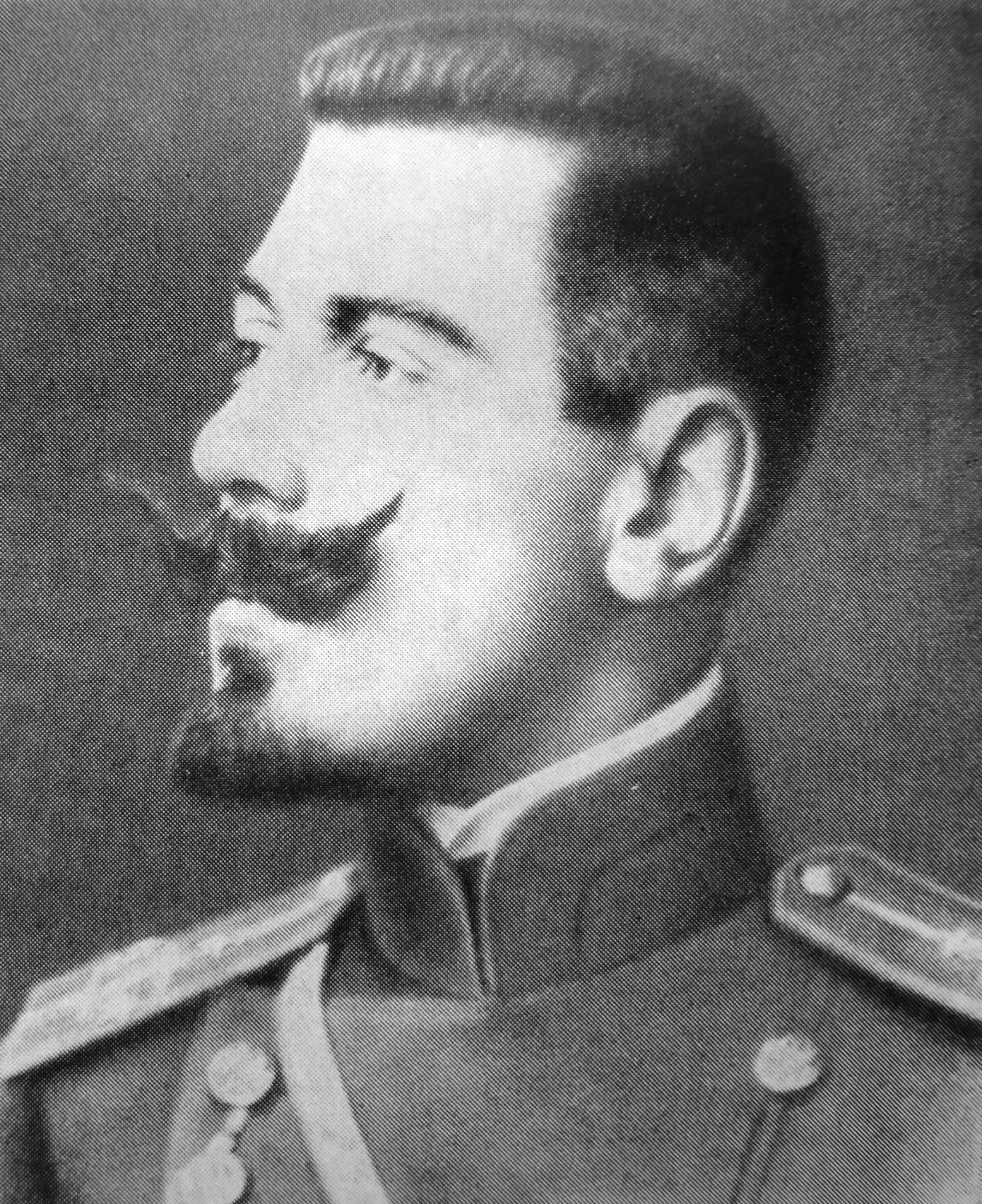
Borís Sháposhnikov (1907)